# Китве-Нкана
Ки́тве-Нка́на (англ. Kitwe-Nkana) — город в центральной части Замбии, третий по численности населения в стране после Лусаки и Ндола. В 1961 году поселки Китве и Нкана были объединены, после чего населённый пункт получил название Китве-Нкана. Статус города приобрёл в 1966 году.

## География
Город расположен на севере провинции Коппербелт, в 14 километрах к востоку от города Калулуши, на высоте 1212 м над уровнем моря. Транспортный узел и важный промышленный центр страны.

## Экономика и транспорт

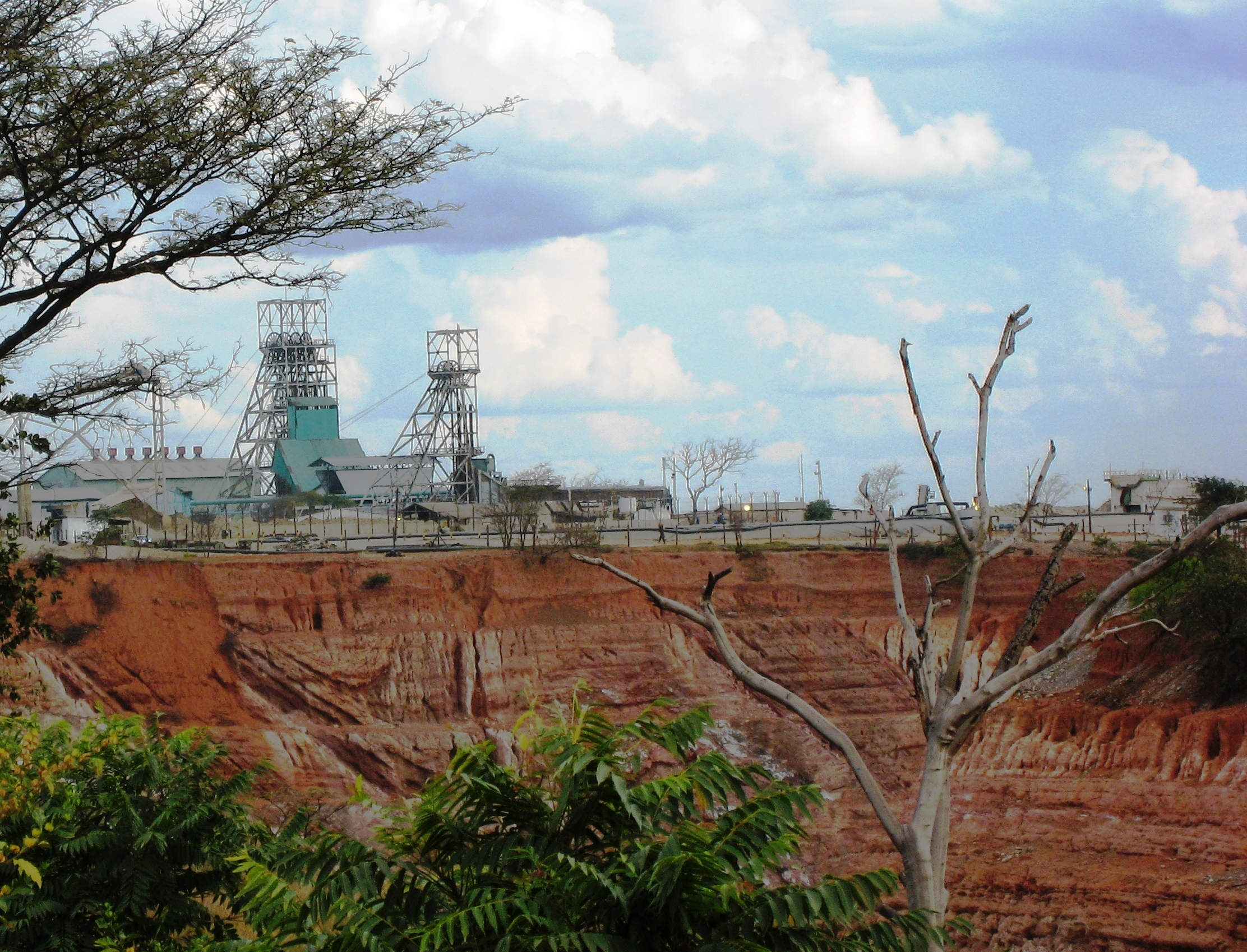
Медный рудник

Вблизи города находится крупное месторождение медных и медно-никелевых руд. Здесь расположен крупнейший в Замбии медеплавильный завод, производящий до 200 000 тонн меди в год. В городе действуют также машиностроительные предприятия, предприятия химической, мебельной, пищевой и швейной промышленности.
В городе расположена железнодорожная станция. Пассажирское железнодорожное сообщение имеется с городами Лусака, Ндола и Ливингстон, а грузовые железнодорожные ветки продолжаются в шахтёрские города к северо-западу от Китве-Нканы.
В 12 км к юго-западу от города расположен аэропорт с длиной полосы 2000 метров. В 2005—2008 году аэропорт был закрыт на ремонт, а затем — вновь открыт. Однако регулярных рейсов по-прежнему не осуществляется. Аэропорт Ндола расположен в 60 км к юго-востоку от Китве-Нканы, он принимает регулярные рейсы из Лусаки, Солвези, Аддис-Абебы, Найроби и Йоханнесбурга.

## Спорт
В Китве-Нкана базируются футбольные клубы «Нкана» и «Пауэр Дайнамоз».

## Города-побратимы
Китве является побратимом городов:
- Бая-Маре, Румыния
- Бор, Сербия
- Шеффилд, Саут-Йоркшир, Великобритания
- Детройт, Мичиган, США
- Алмалык, Узбекистан[4]